# Дзюбовка (Черниговская область)
Дзюбовка (укр. Дзюбівка) — село,
Сезьковский сельский совет,
Ичнянский район,
Черниговская область,
Украина.
Код КОАТУУ — 7421788403. Население по переписи 2001 года составляло 142 человека .

## Географическое положение
Село Дзюбовка находится на берегах реки Черемошка,
выше по течению на расстоянии в 1 км расположено село Августовка,
ниже по течению на расстоянии в 1 км расположено село Томашовка.
Село окружено лесным массивом.

## История
- 1700 год — дата основания.
- Хутор был приписан к  Покровской церкви в Сезьках [2][3]
- Есть на карте 1826-1840 годов как хутор Нежеровский[4]
- Хутор входил в группу хуторов Нежеровский ( Гейцов, Выскубайлов, Дзюбыл, Тышкевичев, Коломийцов, Губскаго) о которых на 1862 год показано: на ручье Нежереве, 56 дворов где проживало 532 человека (254 мужского и 278 женского пола).[5]
- Дзюбовка образована после 1945 года объединением хуторов Дзюбин[6] и Выскубайлов[7].[8]

## Экономика
- 6-й арсенал Командования сил поддержки ВС Украины.